# Koronisía
Koronisía, en grec moderne : Κορωνησία, est un village du dème d'Árta, district régional d'Árta, en Épire, Grèce.
Selon le recensement de 2011, la population du village compte 165 habitants.